# 符騰堡的索菲
索菲·弗雷德里卡·马蒂尔德（Sophia Frederika Mathilde von Württemberg，1818年6月17日—1877年6月3日），荷兰国王威廉三世的第一任王后和符腾堡郡主。

## 生平
她出生于德国斯图加特(Stuttgart)。她的父母是符腾堡国王威廉一世和葉卡捷琳娜·巴甫洛夫娜（俄罗斯沙皇保罗一世长女)。索菲和威廉是表兄妹（她母亲和威廉的母亲安娜·巴甫洛夫娜是姐妹），索菲出生不久后她的母亲就去世了，由她的姑姑符腾堡的凯瑟琳公主照顾。1839年6月18日在斯图加特，索菲和奧蘭治親王威廉结为夫妇。
这对夫妇返回荷兰，并建立自己的努儿登堡宫(Noordeinde Palace)。他们有三个孩子：
- 威廉·尼古拉·亚历山大·弗雷德里克·卡雷尔·亨德里克 (1840-1879)。王位继承人，1849年封奥兰治亲王。
- 威廉·弗雷德里克·莫瑞斯·亚历山大·亨德里克·卡雷尔(1843-1850).
- 威廉·亚历山大·卡雷尔·亨德里克·弗雷德里克 (1851-1884). 王位继承人，从1879年直至逝世。

在智力方面，索菲远远优于丈夫。她支持一些慈善机构，包括动物保护和建设公共停车场。此外，威廉三世有几个婚外情。她让它广为人知，该婚姻并不成功。为此索菲试图离婚，但因她的王室地位和国家重要影响，这被拒绝。从1855年夫妻分开住，直至索菲在海牙附近的豪斯登堡(Huis Ten Bosch)去世。